# Jokela (Kouvola)
Pour les articles homonymes, voir Jokela.
Jokela est un quartier de Valkeala à Kouvola en Finlande ,.

## Description
L'école primaire de Jokela dispose également d'une salle de sport. 
La plage de Särkät est sur la rive du lac Lappalanjärvi (fi) et une salle de sport est située dans le quartier résidentiel de Lautaro.
Il n'y a pas de services publics ou commerciaux dans le quartier de Jokela lui-même, car la frontière entre Jokela et Niinistö longe la rivière Käyräjoki. 
Cependant, Jokelantörmä, situé du côté de Niinistö, est généralement considéré comme faisant partie de Jokela, et non de Niinistö.
À Jokelantörmä, il y a un S-market, un guichet automatique, trois cafés-restaurants, une caserne de pompiers, une salle de sport, une patinoire, une plage et une maison de retraite.
De plus, il y a plusieurs magasins dans la zone industrielle de Jokela du côté de Niinistö, et à Saaremaa l'ancien hôpital psychiatrique de Valkeala.
Les quartiers voisins sont Niinistö, Valkealan kirkonkylä, Lehtomäki , Tykkimäki, Kuusankoski, Voikkaa et Kymintehdas.

## Galerie

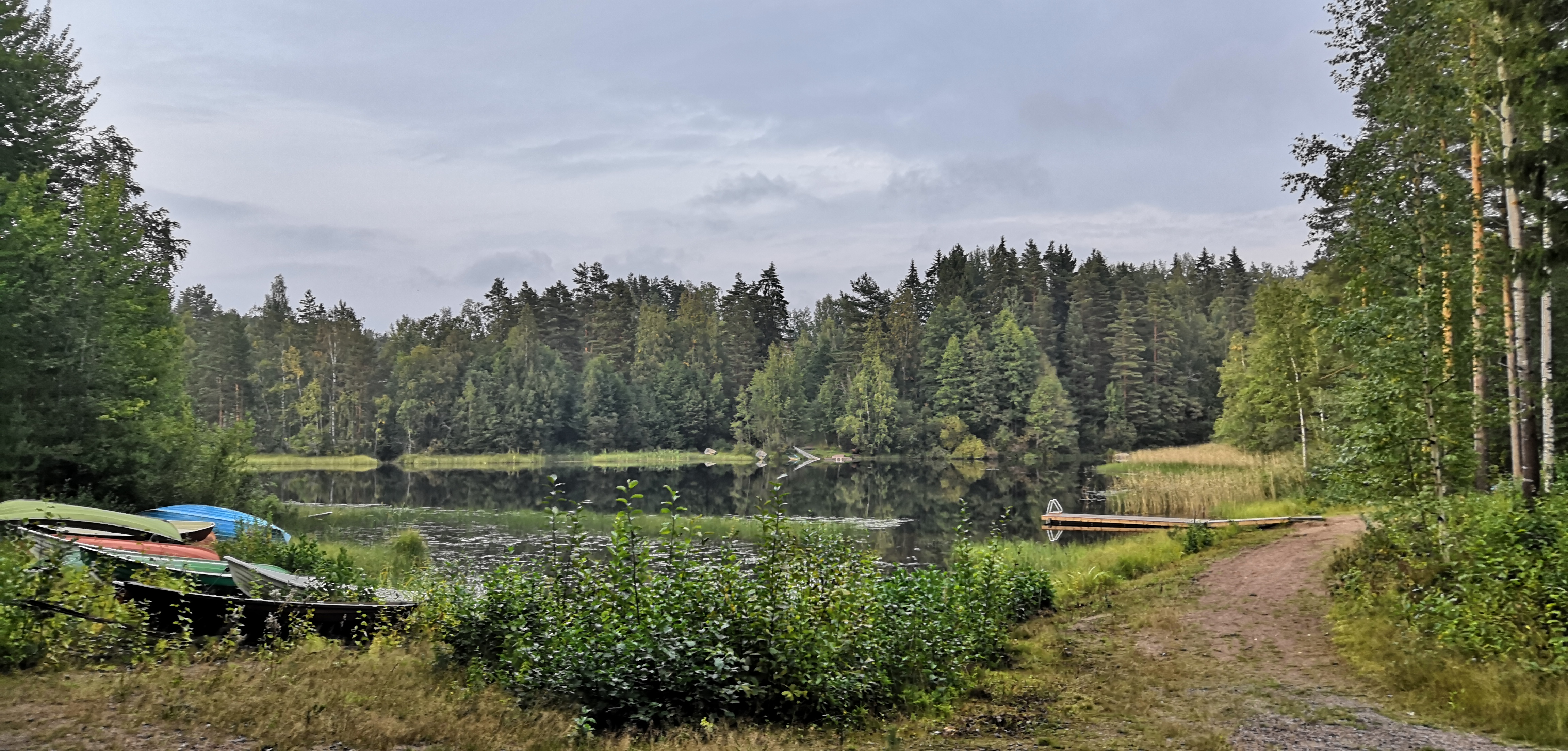
Plage de Lautaro.
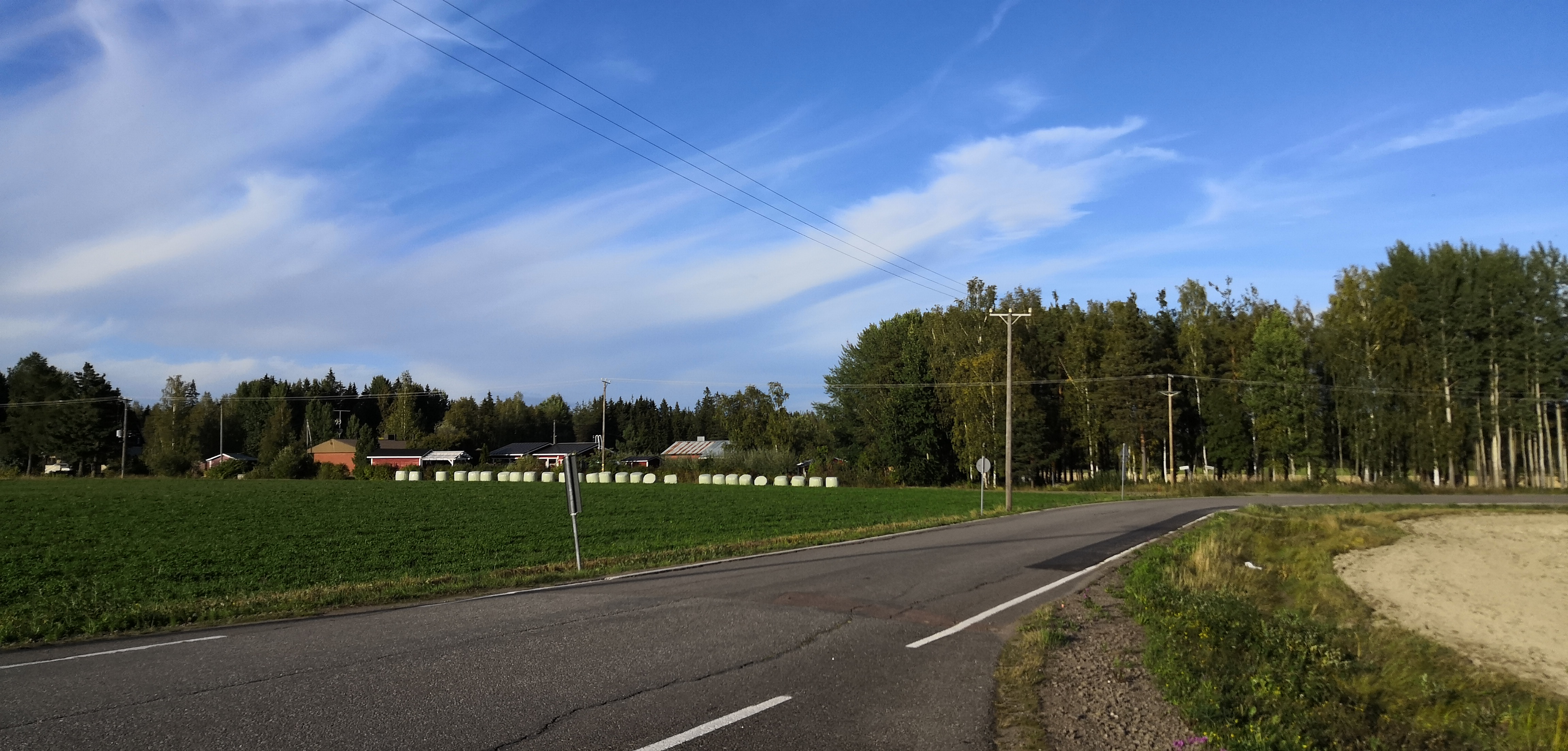
Village de Mieho et la route Lappakoskentie.